# Система правосудия Канады

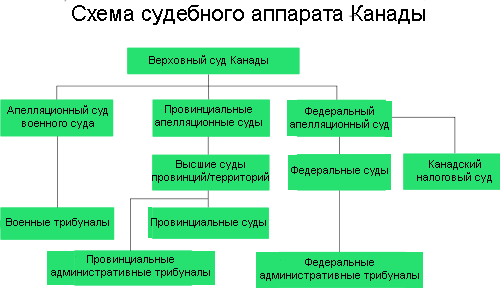
Судебный аппарат Канады

Систе́ма правосу́дия Кана́ды состоит из ряда судов на различных иерархических уровнях и с различной компетенцией. Суды могут быть либо федеральными, либо провинциальными и территориальными.
Высшие суды в Канаде существуют на провинциально-территориальном уровне. Высшие суды — это суды первой инстанции для заявлений о разводе, гражданских исков с требованиями, превышающими мелкие претензии, и уголовных преследований «по обвинительному акту». Они также выполняют функцию проверки приговоров местных «низших» судов и решений учреждений провинциального или территориального правительства: комитетов по труду, судов по правам человека и лицензирующих органов.